# Schröfl (Familienname)
Schröfl ist ein deutscher Familienname. Für den Entstehung des Namens Schröfl sind mehrere Deutungen möglich.

## Herkunft

### Ableitung von schrefeln (zerkleinern)
- schrefln: nagen, kratzen, ritzen, Einschnitte machen
- Schrêfl, Schrêfile: Kleinholz
- Schröffl: Holzscheit aus weichem Holz

Etymologie:
- - indogermanisch *(s)kerb(h)-, *(s)kreb(h)-: eine Erweiterung zu *(s)ker-: schneiden
  - mittelhochdeutsch (1050–1350 schrëffen, schraffen, schrëven‚ reißen, ritzen, kratzen)
  - frühneuhochdeutsch: im 15. Jh. mit Konsonantenschärfung: schrepfen, schröpfen 'reißen, ritzen, zur Ader lassen' (urspr. durch Ritzen der Haut mit Lanzette), also eine fachspezifische Bedeutungsverengung, die heute noch bekannt ist.

Benennungsmotiv
- Person (anthroponymischer Ausgangspunkt):

1. Schrefl als einer, der gut bzw. professionell Holz in Schrefln spaltet.
2. metaphorisch: jmd. wurde als Schrefl 'Kleinholz' bezeichnet

Orts- und Gewässernamen (toponymischer Ausgangspunkt):
- Die Flurnamen Schröflwald und der Gewässernamen Schröflbach stehen sicher lagemäßig und benennungsmotivisch (effizientere Orientierung) miteinander in Verbindung

Hofname (chorionymischer Ausgangspunkt):
- Motiv wäre, dass dieses Holzspalten in Schrefln bzw. Ähnliches dort stattfindet.

Namen
- Finsterwalder (1990) weist Schreffl und Schreffler als Tiroler Familiennamen nach, wobei er für Schreffler den etymologischen Ansatz schrefeln = ‚Scheiter klein spalten' oder ‚Kraut schneiden' sowie metaphorisch 'plaudern' wählt. Mit Scheiter und Kraut haben wir einen typischen Kontext für das zentrale Verb. Ähnlich bei Gottschald: Schröflbauer: zu bayer. ‚Kraut schneiden' (vgl. Gottschald 1942). Das Verb ist auch in Schmellers Bayerischem Wörterbuch (vgl. Schmeller 1877) enthalten:

### Ableitung von Schrofen (=zerklüfteter, scharfer Fels)
Subst. der Schroffen oder Schrofen, Adj. schroff ;zerklüftet, steil aufsteigend oder abfallend'; das Adj. schroff ist eine Rückbildung (um 1500) aus Schroffen ‚Felsklippe, zerklüfteter Fels'
Etymologie:
- indogermanisch *(s)kerp-, *(s)krep-: ebenso eine Erweiterung zu *(s)ker- : schneiden
- mittelhochdeutsch (1050–1350 schroffe, schrave‚ rauer, zerklüfteter Fels, Felswand)
- neuhochdeutsch: Schroffen: Felsen

Benennungsmotiv'
- - Hofname (chorionymischer Ausgangspunkt): Hof neben einem kleinen Steingeröll' als Schrefl- bzw. Schröfl-Hube (Lagedetermination) zu mhd. schroffe und schraf, jeweils mit regelhaft nachvollziehbarer Lautentwicklung. Person, die dort lebt, wäre dann der Schrefl oder Schröfl

Orts- und Gewässernamen (toponymischer Ausgangspunkt):
- Schröflwald und Schröflbach in einem zerklüfteten, mit Steingeröll bedeckten Gelände.

Namen:
- Schroff: Ortsname zu mittelhochdeutsch schroffe, schrave ‚rauer, zerklüfteter Fels'

Daraus Namen: Schraft, Schrofner, Schröffl, Schruff; Schräfle, Schrauf, Schrüffer, Schroffenegger (vgl. Heintze-Cascorbi 1933, 432) und ähnlich wieder bei Gottschald: Schröffl u. a. zu ‚Felsenwand' (vgl. Gottschald 1942, 425)

### Weitere Familien- und Flurnamen
Tirol: Schreffl, Schreffler; Kärnten: Schrefelhof; Vorarlberg: Schröfle; Oberösterreich: Schrofler

## Schreibweisen
- Varianten zum Familiennamen Schröfl:

statt ö: e oder ie; statt f: ff; statt fl: fel

## Geographische Verteilung des Familiennamens
Der Name Schröfl findet sich ursprünglich in vier Gebieten: dem oberen Ennstal (später in Steyr), dem Salzkammergut, dem Waldviertel und der Gegend südlich von München.
Heute ist der Name Schröfl noch im Ennstal und der Umgebung Münchens geläufig. In Wien und dem Wiener Becken leben Nachfahren mehrerer ursprünglicher Familien. Ebenso in Graz und einigen Orten der Steiermark, Salzburgs und Oberösterreichs. In Steyr, wo die Schröfl zu großem Wohlstand gelangten, ist der Name heute nicht mehr zu finden.
Zu den Familien Schröfl im Umkreis von München ist noch Weiteres bekannt. Ahnenforschungen haben ergeben, dass Schröfl bereits im 18. Jahrhundert in Possenhofen (am Starnberger See) ansässig waren. Von hier aus verzweigte sich vermutlich der Stammbaum, so dass es heute mehrere Familien mit diesem Nachnamen gibt. Etwa 1910 zogen die Schröfl aus Possenhofen ein paar Kilometer weiter ins Würmtal, nämlich in den Ort Krailling.
Die erste Erwähnung in Österreich (um 1400, Urbar d. Herrschaft Haus) des Namens Schröfl ist eine Schröfl-Hube in Gatschberg an der Einmündung der Sölktäler ins Ennstal. Ein Bewohner dieser Hube, Thoman, wurde 1541 erst Schröffler, später Schröffl genannt. Dieser Familienname wurde später auf einige andere Höfe in der Umgebung übertragen. Die Familie breitete sich im oberen Ennstal aus, ein Zweig wurde 1599 in der Gegenreformation nach Steyr vertrieben.
Die älteste Erwähnung des Namens in Bayern ist 1494 in Fronloh (Michl Schröfl).

## Namensträger
- Abraham Schröfl (* 1578; † 5. Februar 1636), 1599 Schwaigbauer in Tipschern, später Rats- und Handelsherr in Steyr
- Gottlieb Schröffl von Mannsperg (* 1. Mai 1610; † 14. September 1680), Bürgermeister von Steyr und Eisenobmann
- Ferdinand Schröffel von Mannsperg Schröffenheim (1645–1702), Suffraganbischof von Olmütz
- P. Bonifaz Schröfl, Superior am Sonntagberg
- Andreas Schröfl (* 1975), deutscher Kriminalromanautor